# غابرييلا ميدينا
غابرييلا ميدينا (بالإسبانية: Gabriela Medina) هي منافسة ألعاب القوى مكسيكية، ولدت في 3 مارس 1985 في غوادالاخارا في المكسيك.

## وصلات خارجية
- غابرييلا ميدينا على موقع الاتحاد الدولي لألعاب القوى (الإنجليزية)
- غابرييلا ميدينا على موقع أوليمبيديا (الإنجليزية)